# Pistacia chinensis
El pistacho chino (Pistacia chinensis) es un árbol pequeño o de tamaño medio del género pistacia, nativo del centro y oeste de China. Es muy fuerte y puede soportar malas condiciones como suelos de poca calidad.

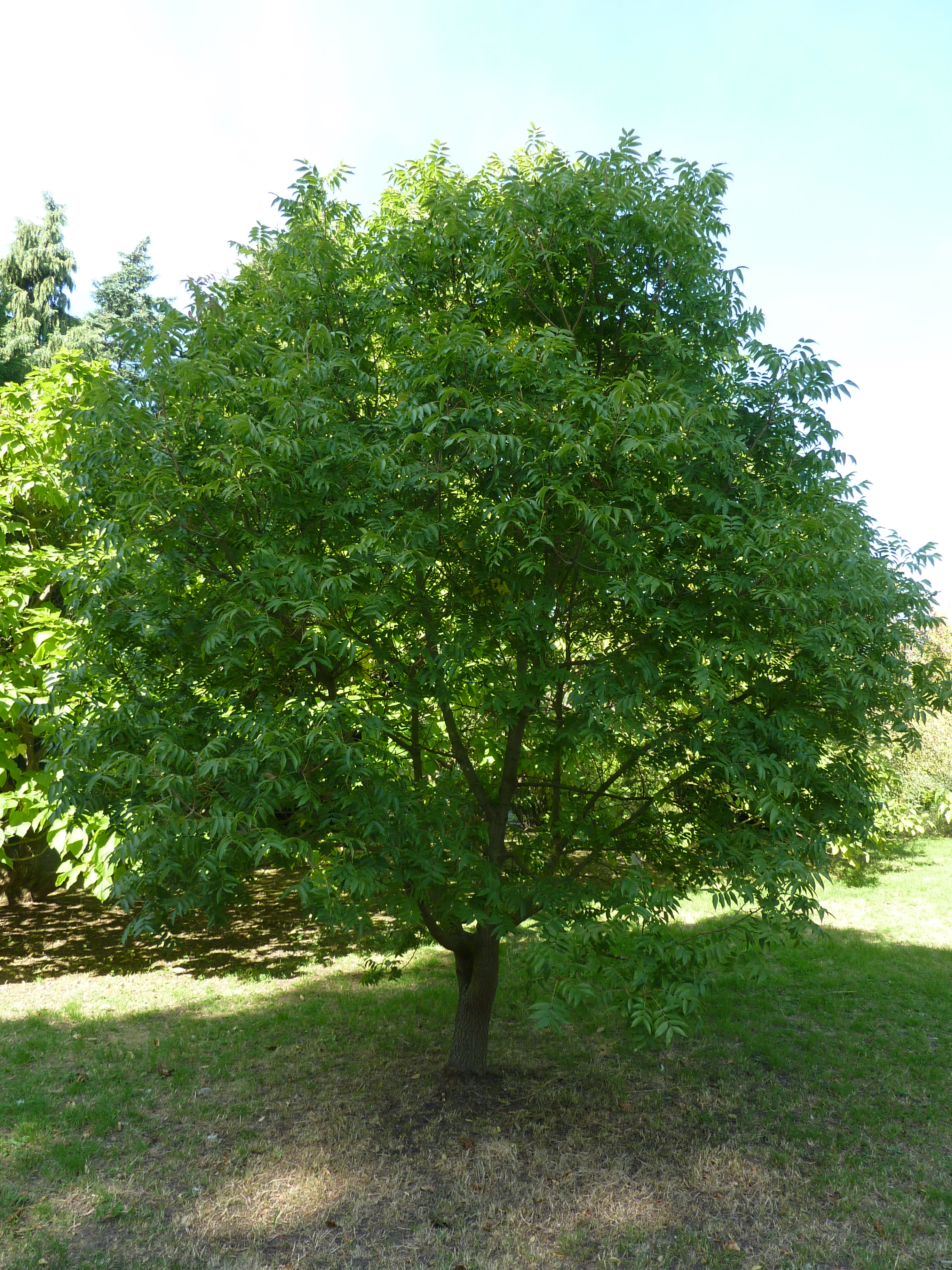
Vista del árbol

## Características
Crece hasta los  9-15 metros de altura, excepcionalmente puede alcanzar los 25 metros. Las hojas son caducas, pinnadas de 20-25 cm de longitud con 10 o 12 hojas sin la hoja terminal. Las flores se producen en panículas de 15-20 cm de longitud al final de las ramas con separación en plantas masculinas y femeninas. El fruto es una pequeña drupa roja que contiene una sola semilla. Crece en zonas soleadas y no tolera la sombra, es la más tolerante de las especies a las heladas, ya que tolera hasta los -25 °C. 

## Taxonomía
Pistacia chinensis fue descrita por  Alexander von Bunge y publicado en Enumeratio Plantarum, quas in China Boreali 15, en el año 1833.
Etimología
Pistacia: nombre genérico que según Umberto Quattrocchi dice que deriva del nombre latíno pistacia para un árbol de pistacho y del griego pistake para la núcula del pistacho. Ambas palabras aparentemente derivan a su vez de un nombre persa o árabe antiguo.
chinensis: epíteto geográfico que alude a su localización en China.
Variedades aceptadas
- Pistacia chinensis subsp. integerrima (J.L.Stewart ex Brandis) Rech.f.

Sinonimia
- Pistacia formosana Matsum.
- Pistacia philippinensis Merr. & Rolfe
- Rhus argyi H.Lév.
- Rhus gummifera H. Lév.[3]